# 3 de març
El 3 de març és el seixanta-dosè dia de l'any del calendari gregorià i el seixanta-tretzè en els anys de traspàs. Queden 303 dies per finalitzar l'any.

## Esdeveniments
Països Catalans
- 1373 - Es produeix un terratrèmol, el primer documentat a Catalunya, que va tenir l'epicentre situat entre el Comtat de Ribagorça i la Vall d'Aran.[1]
- 1862 - Girona: S'inaugura oficialment la linia de ferrocarril Girona-Barcelona.[2]
- 1903 - Barri de Gràcia (Barcelona): Es funda el Cercle Catòlic de Gràcia, una associació social i cultural del barri de Gràcia (Barcelona).[3]
- 1923 - Barcelona: S'inaugura el Viaducte de Vallcarca, sobre la riera del mateix nom.[4]
- 1983 - El consell executiu de la Generalitat aprova el decret de segregació de Salt i Sarrià de Ter.[5]
- 2007 - Barberà del Vallès: S'inaugura el Teatre Municipal Cooperativa, amb un aforament de 480 espectadors.[6]

Resta del món
- 1857 - Xina: França i el Regne Unit declaren la guerra a la Xina. És l'esclat de la segona guerra de l'opi.
- 1861 - Rússia: El tsar Alexandre II de Rússia proclama l'abolició de la servitud que afectava a més de 40 milions de camperols.[7]

- 1870 - Estats Units d'Amèrica: els indígenes americans són obligats a agrupar-se en reserves per tal de "preservar les seves formes de vida pròpies".
- 1875 - París: S'estrena Carmen, de Georges Bizet, al Teatre Nacional de l'Opéra-Comique de París.[8]
- 1876 - Madrid: Es publica l'última edició de la revista La Flaca.
- 1878 - Se signa el Tractat de San Stefano. Diada Nacional de Bulgària.
- 1886 - Bucarest, Romania: Se signa el Tractat de Bucarest pel qual es posa fi a la guerra entre Sèrbia i Bulgària.
- 1918 - se signa el tractat de Brest-Litovsk, un tractat de pau entre les Potències Centrals i Rússia, que va suposar la retirada de Rússia de la Primera Guerra Mundial.[9]
- 1923 - Estats Units d'Amèrica: es publica el primer número de la revista TIME.
- 1924 - Turquia: el general Mustafà Kemal Atatürk aboleix el Ministeri de la Sagrada Llei tradicional del califat i el país esdevé el primer estat laic del món islàmic.
- 1938 - Aràbia Saudita: s'hi descobreix petroli per primer cop.
- 1939 - Índia: Mohandas Gandhi comença una vaga de fam en protesta pel govern autocràtic imposat pels britànics a l'Índia.
- 1942 - Veracruz: En un primer trajecte, el Nyassa arriba a Veracruz amb 136 republicans embarcats a Casablanca el 30 de gener.[10]
- 1976 - País Basc: massacre del 3 de març de Vitòria, en què essent ministre de Governació Manuel Fraga, hi moren cinc persones i més d'un centenar hi resulten ferides quan la policia espanyola dispara per dissoldre una assemblea d'estudiants i treballadors que se celebrava a l'església de San Francisco.
- 1979 - Espanya: S'hi celebren eleccions generals: la UCD, encapçalada per Adolfo Suárez, les guanya per majoria relativa.
- 2000 - Santiago (Xile): Augusto Pinochet hi arriba després de ser jutjat a Londres acusat de crims contra la humanitat.
- 2002 - Suïssa: els votants accepten en referèndum l'entrada d'aquest país a l'ONU.[11]
- 2005 - Salina (Kansas, EUA): després de 67 hores, 2 minuts i 38 segons de sortir-ne amb l'ultralleuger GlobalFlyer Virgin Atlantic, hi arriba Steve Fossett, amb la qual cosa esdevé l'home més ràpid a fer la volta al món per aire, en solitari i sense escales.
- 2019 - Dubai (Emirats Àrabs Units): el tenista suís Roger Federer guanya el títol número 100 de la seva carrera.

## Naixements
Països Catalans
- 1800 - Torredembarra: Joan Güell i Ferrer, economista i industrial català.
- 1918 - Barcelona: Conxita Bardem i Faust, actriu de teatre i de cinema catalana (m. 2008).[12]
- 1926 - Barcelona Antonio González Batista El Pescaílla, músic (m. 1999).[13]
- 1932 - Reus: Gabriel Ferraté Pascual, enginyer industrial i perit agrícola català (m. 2024).[14]
- 1943 - Barcelona: Ana María Solsona, presentadora de televisió i actriu de doblatge catalana.[15]
- 1952 - Torregrossa: Conxita Mir Curcó, doctora en història, catedràtica d'Història Contemporània i membre numerari de l'IEC.[16]
- 1955 - 
  - Sueca, Ribera Baixa: Josep Franco i Martínez, escriptor, mestre i traductor valencià.
  - Barcelona: Ana Zelich, dissenyadora gràfica i directora creativa.[17]
- 1960 - Reus, Baix Camp: Dolors Murillo i Cabré, advocada i política catalana.[18]
- 1974 - Barcelona: Ada Colau i Ballano, política catalana, ex-alcaldessa de Barcelona.[19]
- 1978 - Terrassa: Núria Camon i Farell, jugadora d'hoquei herba, centrecampista, que participà en tres Jocs Olímpics consecutius.[20]
- 1981 - València: María José Català Verdet, llicenciada en dret i política valenciana.[21]

Resta del món
- 1455 - Lisboa, Portugal: Joan II de Portugal, rei de Portugal (1481-1495) conegut com el Princep Perfecte.
- 1506 - Abrantes, Portugal: Lluís de Portugal i d'Aragó, infant de Portugal i duc de Beja.
- 1577 - Douai (Flandes): Nicolas Trigault, jesuïta flamenc, missioner a la Xina (m. 1628).[22]
- 1583 - Edward Herbert de Cherbury va ser militar, diplomàtic, historiador, poeta i filòsof britànic (m. 1648)[23]
- 1652 - Trotton (Sussex, Anglaterra): Thomas Otway, dramaturg anglès (m. 1685).
- 1746 - Varsòvia: Isabela Czartoryska, escriptora i princesa polonesa, promotora de la preservació del patrimoni polonès (m. 1835).
- 1766 - Viena, Imperi Austrohongarès: Joseph Ferdinand Sonnleithner, llibretista, director de teatre, arxiver i advocat austríac (m. 1835).
- 1785 - Milà, Imperi Austrohongarès: Giovanni Ricordi, empresari i editor musical (m. 1853).
- 1831 - Brocton, Nova York, Estats Units: George Mortimer Pullman fou un industrial i inventor estatunidenc conegut per la invenció del cotxe-llit a la companyia Pullman (m. 1897)[24]
- 1845 - Sant Petersburg, Imperi Rus: Georg Ferdinand Ludwig Philipp Cantor fou un matemàtic i filòsof alemany, fundador de la teoria de conjunts moderna (m. 1918)[25]
- 1847 - Edimburg, Escòcia: Alexander Graham Bell, científic, inventor i enginyer escocès, a qui s'atribueix la invenció del primer telèfon pràctic (m. 1922).[26]
- 1857 - París (França): Alfred Bruneau, compositor i musicòleg francès, que va tenir un paper important en la introducció del realisme a l'òpera francesa (m. 1934).[27]
- 1871 - Arvier, Regne d'Itàlia: Maurice Garin, primer guanyador del Tour de França.
- 1880 - Hikari, Yamaguchi, Japó: Yōsuke Matsuoka (松岡 洋右) fou un diplomàtic i Ministre d'Afers Estrangers del Japó durant la primera part de la Segona Guerra Mundial.
- 1895 - Oslo, Noruega: Ragnar Frisch, economista noruec guardonat amb el Premi Nobel d'Economia el 1969 (m. 1973)[28]
- 1898 - Buenos Aires: Encarnación López Julves, La Argentinita, ballarina, bailaora i cantant (m. 1945).[29]
- 1903 - Naugatuck, Connecticut, Estats Units: Adrian, modista i sastre estatunidenc.
- 1908 - Las Rozas: Margarita Gil Roësset, escultora, il·lustradora i poeta espanyola (m. 1932).[30]
- 1911 - Kansas City, Missouri: Jean Harlow, actriu estatunidenca i sex symbol de la dècada de 1930 (m. 1937).[31]
- 1914 - Vejrum, Dinamarca: Asger Jorn, artista danès.
- 1918 - Nova York (EUA): Arthur Kornberg, bioquímic, Premi Nobel de Medicina o Fisiologia de 1959 (m. 2007).[32]
- 1924 - Ōita (Japó): Tomiichi Murayama un polític japonès que va exercir de 81è primer ministre del Japó, des del 30 de juny de 1994 fins a l'11 de gener de 1996.[9]
- 1925 - Concordia, Entre Ríos: Laura Bonaparte, psicòloga i activista argentina, integrant de Mares de Plaza de Mayo.[33]
- 1926 - Rupperswil, Suïssa: Lys Assia, cantant suïssa, guanyadora del primer Festival de la Cançó d'Eurovisió (m. 2018).[34]
- 1930 - Călăraşi, (Romania): Ion Iliescu polític romanès, que va ser onze anys President de Romania des de 1989 fins a 1996 i des de 2000 a 2004.[9]
- 1933 - Havars: Rosina de Pèira, cantant de cançons tradicionals en occità (m. 2019).[35]
- 1935 - Veselinovo, Bulgària: Jéliu Jéliev, polític búlgar, primer President de Bulgària elegit democràticament.(m. 2015).[9]
- 1939 - Boulogne-Billancourt: Ariane Mnouchkine, actriu, pedagoga i directora de teatre i cinema francesa que fundà el Teatre del Sol.[36]
- 1940 - Madrid: Andrea Pascual Barroso, periodista castellana, especialista en el pintor català Pere Borrell del Caso.[37]
- 1949 - Sunnyside, Estats Units: Bonnie J. Dunbar, exastronauta de la NASA.[38]
- 1958 - 
  - Southport, Lancashire, Anglaterra: Miranda Richardson, actriu anglesa.[39]
  - South Sulawesi: Siti Musdah Mulia, escriptora i activista pels drets de les dones indonèsia.[40]
- 1963 - Vitòria, País Basc: Martín Fiz Martín és un atleta basc, especialista en carreres de fons.
- 1965 - Córdoba, Argentina: Oscar Alberto Dertycia Álvarez, fou un futbolista argent, conegut com a Dertycia.
- 1971 - Essex: Sarah Kane, dramaturga britànica, referent del teatre contemporani (m.1999).[41]
- 1982 - Ely, Minnesota: Jessica Biel és una actriu estatunidenca.
- 1983 - Vitòria: Beatriz Nogales González, gimnasta rítmica espanyola que va ser campiona del món.[42]
- 1984 - Madrid, Espanya: Ángel Javier Arizmendi de Lucas, futbolista professional espanyol. Conegut com a Javier Arizmendi.
- 1986 - Malatya, Turquia: Mehmet Topal és un futbolista turc.

## Necrològiques
Països Catalans
- 1176 - castell de Colltort, Sant Feliu de Pallerols (la Garrotxa): Ramon Folc III de Cardona vescomte de Cardona, assassinat a traïció per Guillem de Berguedà (segons altres fonts l'any anterior; n. 1151).
- 1459 - València: Ausiàs March, poeta valencià (n. cap al 1397).
- 1944 - Barcelona: Laura Albéniz Jordana, il·lustradora i pintora catalana del Noucentisme (n. 1890).[43]
- 1964 - Barcelona: Antoni Pérez i Moya, músic.
- 1965 - Alcoi: Virgínia Soler i Alberola, metgessa pionera valenciana (n. 1883).[44]
- 1969 - Albaida (la Vall d'Albaida): Josep Segrelles i Albert, pintor valencià (n. 1885).
- 2007 - Figueres: Glòria Compte i Massachs, metgessa pediatra (n. 1953).[45]
- 2011 - Barcelona: Pep Torrents, actor català de teatre, televisió i cinema, amb una extensa trajectòria com a director i actor de doblatge.
- 2013 - València: José Sancho, actor valencià (n. 1944).
- 2014 - Igualada: Josefina Rigolfas, pianista i professora de música catalana (n. 1944).[46]
- 2018 - Barcelona, Jorge Wagensberg, físic i museòleg català (n. 1948).[47]

Resta del món
- 1111 - Canosa di Puglia, Itàlia: Bohemon I d'Antioquia, príncep d'Antioquia (segons altres fonts l'any anterior; n. 1052).
- 1697 - Jiangxi (Xina): Adrien Greslon, jesuïta francès, missioner al Canadà i a la Xina (n. 1618).[48]
- 1703 - Londres, Anglaterra: Robert Hooke, físic i astrònom anglès (n. 1635).[49]
- 1707 - Ahmadnagar, Maharashtra, l'Índia: Abu Muzaffar Muhiuddin Muhammad Aurangzeb Alamgir, emperador de l'imperi Mogol (n. 1618).
- 1792 - Londres, Anglaterra: Robert Adam, arquitecte escocès (n. 1728).[50]
- 1959 - Los Angeles, Califòrnia, EUA: Louis Francis Cristillo, conegut com a Lou Costello, actor de cinema estatunidenc (n. 1906).
- 1961 - Nova York, EUA: Paul Wittgenstein, pianista austríac (n. 1887).
- 1982 - Ivry-sur-Seine, Val-de-Marne, illa de França, França: Georges Perec, escriptor francès (n. 1936).[51]
- 1983 - Brussel·les, Bèlgica: Georges Rémi, conegut com a Hergé, autor de còmics belga, creador de Tintin (n. 1907).
- 1987 - Los Angeles, EUA: David Daniel Kominski, conegut com a Danny Kaye, actor de cinema i cantant estatunidenc (n. 1911).[52]
- 1988 - Madison (Wisconsin), EUA: Sewall Wright, biòleg estatunidenc (n. 1889).[53]
- 1991 - Honolulu, illes Hawaii, EUA: Murray Teichman, conegut com a Arthur Murray, ballarí estatunidenc (n. 1895).
- 1992 - Milà, Itàlia: Lella Lombardi, pilot de curses automobilístiques, que disputà curses de Fórmula 1 (n. 1941).[54]
- 1995 - Salt Lake City, Utah, EUA: John William Hunter, religiós estatunidenc, president de l'Església de Jesuscrist dels Sants del Darrer Dia (n. 1907).[55]
- 1996 - París (França): Marguerite Duras, escriptora francesa (n. 1914).[51]
- 2003:
  - Berlín, Alemanya: Horst Buchholz, actor de cinema alemany (n. 1933).
  - Londres, Anglaterra: Peter Smithson, arquitecte anglès (n. 1923).
  - Roma, (Itàlia): Goffredo Petrassi, compositor italià. Fou un dels creadors de la música moderna italiana i gran explorador dels estils de composició amb les modernes tècniques musicals.(n. 1904).[27]
- 2005 - Aalst, Flandes, Bèlgica: Rinus Michels, futbolista i entrenador de futbol flamenc que entrenà el Barça (n. 1928).
- 2008 - 
  - Santa Maria Hoè, Milà, Itàlia: Giuseppe Di Stefano fou un tenor italià.
  - Sintra: Maria Gabriela Llansol, escriptora i traductora portuguesa (n.1931).[56]
- 2017 - Jaén: Bernardo Cortés, escriptor, actor i músic de carrer resident a Barcelona també conegut com El Poeta de la Barceloneta.
- 2017 - Angers, França: Raymond Kopaszewski, més conegut com a Raymond Kopa, fou un futbolista francès d'origen polonès.

## Festes i commemoracions
- Santoral:
  - Sant Medir de Barcelona[57];
  - Celdoni i Ermenter o Celoni i Emeteri;
  - Cunegunda de Luxemburg, emperadriu;
  - Caterina Drexel, fundadora de les Germanes del Santíssim Sagrament;
  - venerable Faustino Pérez Manglano, laic
  - John Wesley, fundador del metodisme, celebrat a l'Església Episcopaliana
- Dia de la Ce Trencada
- Festa local de Sant Cugat del Vallès
- Diada Nacional de Bulgària